# Spargania caudata
Spargania caudata là một loài bướm đêm trong họ Geometridae.